# Ujuk
L'Ujuk (in russo Уюк?) è un fiume della Russia siberiana orientale, affluente di destra del Bol'šoj Enisej. Scorre nella Repubblica di Tuva.
La valle del fiume è conosciuta come bacino Turano-Ujuk. Il fiume scorre in direzione orientale passando a sud della cittadina di Turan; sfocia nel Bol'šoj Enisej a 60 km dalla foce. Ha una lunghezza di 143 km e il suo bacino è di 3 000 km². La sua portata a 88 km dalla foce è di 1,56 m³/s.